# Чемпионат мира по футболу FIFA 2018 в России (монеты)
Памятные монеты Центрального банка Российской Федерации, посвящённые Чемпионату мира по футболу 2018.
Годы выпуска: 2016—2017 годы (в 2016 году все монеты выпущены 21 декабря, в 2017 году — все монеты, кроме золотой, выпущены 4 июля, золотая — 5 декабря)

Количество монет: 23

Номинал: 3, 25, 50 рублей

Качество: «пруф» — для монет из золота и серебря, АЦ — для монет из медно-никелевого сплава

Материал изготовления: 3 монеты — золото (проба 999/1000), 14 монет — серебро (проба — 925/1000), 6 монет — медно-никелевый сплав.

Художник всей серии: А. А. Брынза

Чеканка: Санкт-Петербургский монетный двор — монеты из золота, серебра, Московский монетный двор — монеты из медно-никелевого сплава

Гурт: 134 рифления — золотые монеты, 300 рифлений — серебряные монеты, 180 рифлений — монеты из медно-никелевого сплава
Выделение строк цветом:
- — выделение жёлтым цветом означает, что монета изготовлена из золота.
- — выделение серебристым цветом означает, что монета изготовлена из серебра.
- — выделение бронзовым цветом означает, что монета изготовлена из медно-никелевого сплава.

## Аверсы монет
| Изображение аверса | Описание | Примечание |
| ------------------ | --- | --- |
|                    | В центре — рельефное изображение Государственного герба Российской Федерации, над ним вдоль канта — надпись полукругом: «РОССИЙСКАЯ ФЕДЕРАЦИЯ», обрамленная с обеих сторон сдвоенными ромбами, внизу под гербом: слева — обозначения драгоценного металла и пробы, справа — содержание химически чистого металла и товарный знак монетного двора, внизу в центре в три строки — надпись: «БАНК РОССИИ», номинал монеты: «50 РУБЛЕЙ», год: «2018 г.».                      | 2017 год выпуска указан только для монеты «Кубок конфедераций FIFA 2017 года», на остальных монетах указан 2018 год выпуска |
|                    | В центре — рельефное изображение Государственного герба Российской Федерации, над ним вдоль канта — надпись полукругом: «РОССИЙСКАЯ ФЕДЕРАЦИЯ», обрамленная с обеих сторон сдвоенными ромбами, справа — товарный знак монетного двора, внизу под гербом в центре в три строки — надпись «БАНК РОССИИ», номинал монеты: «25 РУБЛЕЙ», год: «2018 г.». | 2017 год выпуска указан только для монеты «Кубок конфедераций FIFA 2017 года», на остальных монетах указан 2018 год выпуска |
|                    | На зеркальном поле диска — рельефное изображение Государственного герба Российской Федерации, над ним вдоль канта — надпись полукругом: «РОССИЙСКАЯ ФЕДЕРАЦИЯ», обрамленная с обеих сторон сдвоенными ромбами, внизу под гербом: слева — обозначения драгоценного металла и пробы сплава, справа — содержание химически чистого металла и товарный знак монетного двора, внизу в центре в три строки — надпись: «БАНК РОССИИ», номинал монеты: «3 РУБЛЯ», год: «2017 г.». | 2017 год выпуска указан только для монеты «Кубок конфедераций FIFA 2017 года», на остальных монетах указан 2018 год выпуска |

## Монеты, выпущенные в 2016 году
| Изображение реверса    | Описание | Примечание |
| ---------------------- | --- | --- |
| RR5216-0112R.pngcenter | Рельефное изображение Кубка Чемпионата мира по футболу FIFA, справа — надпись в пять строк: «ЧЕМПИОНАТ МИРА ПО ФУТБОЛУ FIFA 2018 В РОССИИ». | - Номинал: 50 рублей - Каталожный номер: 5216-0112 - Тираж: 100 000 - Скульптор: О. Г. Шепель                  |
|                        | Рельефное изображение Кубка конфедераций FIFA на фоне орнамента, состоящего из элементов, отображающих российскую культуру и фольклорное наследие, а также футбольный мир, внизу по окружности — надпись: «КУБОК КОНФЕДЕРАЦИЙ FIFA 2017». | - Номинал: 50 рублей - Каталожный номер: 5216-0111 - Тираж: 5 000 - Скульптор: О. Г. Шепель                    |
|                        | Рельефное изображение Кубка Чемпионата мира по футболу FIFA, справа — надпись в пять строк: «ЧЕМПИОНАТ МИРА ПО ФУТБОЛУ FIFA 2018 В РОССИИ». | - Номинал: 3 рубля - Каталожный номер: 5111-0349 - Тираж: 300 000 - Скульптор: О. Г. Шепель                    |
|                        | Рельефное изображение Кубка конфедераций FIFA на фоне орнамента, состоящего из элементов, отображающих российскую культуру и фольклорное наследие, а также футбольный мир, внизу по окружности — надпись: «КУБОК КОНФЕДЕРАЦИЙ FIFA 2017». | - Номинал: 3 рубля - Каталожный номер: 5111-0348 - Тираж: 10 000 - Скульптор: О. Г. Шепель                     |
|                        | Изображения картуша с домом Н. И. Севастьянова и надписью «ЕКАТЕРИНБУРГ» на фоне орнамента, состоящего из элементов, отображающих российскую культуру и фольклорное наследие, а также футбольный мир; выполненной в цвете траектории полета стилизованного мяча, футболиста; по окружности — надпись: «ЧЕМПИОНАТ МИРА ПО ФУТБОЛУ FIFA 2018 В РОССИИ».                                 | - Номинал: 3 рубля - Каталожный номер: 5111-0350 - Тираж: 24 000 - Скульптор: компьютерное моделирование       |
|                        | Изображения картуша с памятником дракону Зиланту и надписью «КАЗАНЬ» на фоне орнамента, состоящего из элементов, отображающих российскую культуру и фольклорное наследие, а также футбольный мир; выполненной в цвете траектории полета стилизованного мяча, футболиста; по окружности — надпись: «ЧЕМПИОНАТ МИРА ПО ФУТБОЛУ FIFA 2018 В РОССИИ».                                     | - Номинал: 3 рубля - Каталожный номер: 5111-0351 - Тираж: 24 000 - Скульптор: компьютерное моделирование       |
|                        | Изображения картуша с Кафедральным собором и надписью «КАЛИНИНГРАД» на фоне орнамента, состоящего из элементов, отображающих российскую культуру и фольклорное наследие, а также футбольный мир; выполненной в цвете траектории полета стилизованного мяча, футболиста; по окружности — надпись: «ЧЕМПИОНАТ МИРА ПО ФУТБОЛУ FIFA 2018 В РОССИИ».                                      | - Номинал: 3 рубля - Каталожный номер: 5111-0352 - Тираж: 24 000 - Скульптор: компьютерное моделирование       |
|                        | Изображения картуша с Кафедральным собором святого праведного воина Феодора Ушакова и надписью «САРАНСК» на фоне орнамента, состоящего из элементов, отображающих российскую культуру и фольклорное наследие, а также футбольный мир; выполненной в цвете траектории полета стилизованного мяча, футболиста; по окружности — надпись: «ЧЕМПИОНАТ МИРА ПО ФУТБОЛУ FIFA 2018 В РОССИИ». | - Номинал: 3 рубля - Каталожный номер: 5111-0353 - Тираж: 24 000 - Скульптор: компьютерное моделирование       |
|                        | Выполненное в цвете изображение официальной эмблемы Чемпионата мира по футболу FIFA 2018 года. | - Номинал: 25 рублей - Каталожный номер: 5015-0012 - Тираж: 250 000 - Скульптор: компьютерное моделирование    |
|                        | Рельефное изображение официальной эмблемы Чемпионата мира по футболу FIFA 2018 года. | - Номинал: 25 рублей - Каталожный номер: 5015-0013 - Тираж: 19 750 000 - Скульптор: компьютерное моделирование |

## Монеты, выпущенные в 2017 году
| Изображение реверса | Описание | Примечание |
| ------------------- | --- | --- |
|                     | Рельефное изображение Кубка Чемпионата мира по футболу FIFA на фоне орнамента, состоящего из элементов, отображающих российскую культуру и фольклорное наследие, а также футбольный мир; по окружности — надпись: «ЧЕМПИОНАТ МИРА ПО ФУТБОЛУ FIFA 2018 В РОССИИ». | - Номинал: 50 рублей - Каталожный номер: 5216-0114 - Тираж: 6 000 - Скульптор: А. Н. Бессонов                  |
|                     | Изображения картуша с монументом «Родина-мать» и надписью «ВОЛГОГРАД» на фоне орнамента, состоящего из элементов, отображающих российскую культуру и фольклорное наследие, а также футбольный мир; выполненной в цвете траектории полета стилизованного мяча, футболиста; по окружности — надпись: «ЧЕМПИОНАТ МИРА ПО ФУТБОЛУ FIFA 2018 В РОССИИ».                        | - Номинал: 3 рубля - Каталожный номер: 5111-0358 - Тираж: 12 000 - Скульптор: компьютерное моделирование       |
|                     | Изображения картуша с Нижегородским кремлем и надписью в две строки «НИЖНИЙ НОВГОРОД» на фоне орнамента, состоящего из элементов, отображающих российскую культуру и фольклорное наследие, а также футбольный мир; выполненной в цвете траектории полета стилизованного мяча, футболиста; по окружности — надпись: «ЧЕМПИОНАТ МИРА ПО ФУТБОЛУ FIFA 2018 В РОССИИ».        | - Номинал: 3 рубля - Каталожный номер: 5111-0359 - Тираж: 12 000 - Скульптор: компьютерное моделирование       |
|                     | Изображения картуша с мемориальной стелой и надписью в две строки «РОСТОВ-НА-ДОНУ» на фоне орнамента, состоящего из элементов, отображающих российскую культуру и фольклорное наследие, а также футбольный мир; выполненной в цвете траектории полета стилизованного мяча, футболиста; по окружности — надпись: «ЧЕМПИОНАТ МИРА ПО ФУТБОЛУ FIFA 2018 В РОССИИ».           | - Номинал: 3 рубля - Каталожный номер: 5111-0360 - Тираж: 12 000 - Скульптор: компьютерное моделирование       |
|                     | Изображения картуша с ракетой-носителем «Союз» и надписью «САМАРА» на фоне орнамента, состоящего из элементов, отображающих российскую культуру и фольклорное наследие, а также футбольный мир; выполненной в цвете траектории полета стилизованного мяча, футболиста; по окружности — надпись: «ЧЕМПИОНАТ МИРА ПО ФУТБОЛУ FIFA 2018 В РОССИИ».                           | - Номинал: 3 рубля - Каталожный номер: 5111-0361 - Тираж: 12 000 - Скульптор: компьютерное моделирование       |
|                     | Изображения картуша с Собором Василия Блаженного, Спасской башней Кремля и надписью «МОСКВА» на фоне орнамента, состоящего из элементов, отображающих российскую культуру и фольклорное наследие, а также футбольный мир; выполненной в цвете траектории полета стилизованного мяча, футболиста; по окружности — надпись: «ЧЕМПИОНАТ МИРА ПО ФУТБОЛУ FIFA 2018 В РОССИИ». | - Номинал: 3 рубля - Каталожный номер: 5111-0365 - Тираж: 12 000 - Скульптор: компьютерное моделирование       |
|                     | Изображения картуша с памятником Петру I и надписью в две строки «САНКТ-ПЕТЕРБУРГ» на фоне орнамента, состоящего из элементов, отображающих российскую культуру и фольклорное наследие, а также футбольный мир; выполненной в цвете траектории полета стилизованного мяча, футболиста; по окружности — надпись: «ЧЕМПИОНАТ МИРА ПО ФУТБОЛУ FIFA 2018 В РОССИИ».           | - Номинал: 3 рубля - Каталожный номер: 5111-0366 - Тираж: 12 000 - Скульптор: компьютерное моделирование       |
|                     | Изображения картуша с морским вокзалом и надписью «СОЧИ» на фоне орнамента, состоящего из элементов, отображающих российскую культуру и фольклорное наследие, а также футбольный мир; выполненной в цвете траектории полета стилизованного мяча, футболиста; по окружности — надпись: «ЧЕМПИОНАТ МИРА ПО ФУТБОЛУ FIFA 2018 В РОССИИ».                                     | - Номинал: 3 рубля - Каталожный номер: 5111-0367 - Тираж: 12 000 - Скульптор: компьютерное моделирование       |
|                     | Изображение Кубка Чемпионата мира по футболу FIFA на фоне стилизованной чаши стадиона, по окружности — надпись: «ЧЕМПИОНАТ МИРА ПО ФУТБОЛУ FIFA 2018 В РОССИИ». | - Номинал: 3 рубля - Каталожный номер: 5111-0368 - Тираж: 12 000 - Скульптор: А. Н. Бессонов                   |
|                     | Рельефное изображение Кубка Чемпионата мира по футболу FIFA, справа — надпись в пять строк: «ЧЕМПИОНАТ МИРА ПО ФУТБОЛУ FIFA 2018 В РОССИИ». | - Номинал: 25 рублей - Каталожный номер: 5015-0015 - Тираж: 19 750 000 - Скульптор: компьютерное моделирование |
|                     | Выполненное в цвете изображение Кубка Чемпионата мира по футболу FIFA, справа — надпись в пять строк: «ЧЕМПИОНАТ МИРА ПО ФУТБОЛУ FIFA 2018 В РОССИИ». | - Номинал: 25 рублей - Каталожный номер: 5015-0016 - Тираж: 19 750 000 - Скульптор: компьютерное моделирование |
|                     | Рельефное изображение талисмана Чемпионата мира по футболу FIFA 2018 в России; внизу по окружности — надпись: «ЧЕМПИОНАТ МИРА ПО ФУТБОЛУ FIFA 2018 В РОССИИ». | - Номинал: 25 рублей - Каталожный номер: 5015-0018 - Тираж: 19 750 000 - Скульптор: компьютерное моделирование |
|                     | Выполненное в цвете изображение талисмана Чемпионата мира по футболу FIFA 2018 в России; внизу по окружности — надпись: «ЧЕМПИОНАТ МИРА ПО ФУТБОЛУ FIFA 2018 В РОССИИ». | - Номинал: 25 рублей - Каталожный номер: 5015-0019 - Тираж: 250 000 - Скульптор: компьютерное моделирование    |